# Миллер, Марвин
Марвин Миллер (англ. Marvin Miller), имя при рождении Марвин Мьюллер (англ. Marvin Mueller) (18 июля 1913[…], Сент-Луис, Миссури — 8 февраля 1985[…], Лос-Анджелес, Калифорния) — американский актёр радио, кино и телевидения, карьера которого охватила период 1930-80-х годов.
Миллер начал свою карьеру на радио в 1930-е годы, с 1945 года стал сниматься в Голливуде, а начиная с 1949 года стал работать на телевидении. Среди наиболее значимых фильмов Миллера — фильмы нуар «Джонни Эйнджел» (1945), «Крайний срок — на рассвете» (1946), «Рассчитаемся после смерти» (1947), «Кровавые деньги» (1947) и «Запрещено» (1953), приключенческий фильм «Принц, который был вором» (1951) и биографическая драма «Ян Гус» (1977). Он также озвучивал робота Робби в фантастическом фильме «Запретная планета» (1956). На телевидении Миллер более всего известен благодаря постоянной роли в сериалe «Миллионер» (1959-65).

## Ранние годы жизни и начало карьеры
Марвин Миллер родился 18 июля 1913 года в Сент-Луисе, штат Миссури. В 18 лет он пришёл на радио, «зарабатывая 5 долларов в неделю, где делал шоу, в котором играл все роли». Окончив Университет Вашингтона в Сент-Луисе, Миллер продолжил работу на радио, а затем направился в Чикаго, чтобы начать серьёзную радиокарьеру на общенациональных станциях, что в конце концов привело его в Голливуд, в кино и на телевидение.

## Карьера на радио и в звукозаписи
В 1939 году Миллер переехал в Чикаго, который в то время был крупным центром сетевого радиовещания. У актёра сразу же было много работы — его можно было услышать в среднем в 45 шоу в неделю. Журнал Variety даже назвал его «радиоиндстрией в лице одного человека». Он объявлял одну программу, затем немедленно исполнял драматическую роль — или сразу несколько — в другой. В мыльной опере «Жена за сценой», например, он играл сразу трёх персонажей. В 1940-50-е годы на протяжении девяти лет Миллер был голосом детективного радиошоу «Свистун» (1942-55), «заставляя миллионы американцев прильнуть к своим радиоприёмникам». Во время Второй мировой войны он сделал много шоу для радиосети Вооружённых сил.
В 1944 году Миллер перебрался в Голливуд, где, как пишет Хэл Эриксон, «сыграл в большем количестве радиопрограмм на Западном побережье, чем можно здесь описать». Он начал с работы ведущего в радиошоу Реда Скелтона, после чего вёл повествование и записывал все голоса для шоу «Коронный рассказчик» (1944-47), которое выходило пять раз в неделю на станции ABC. Он вёл ежедневное 15-минутное радиошоу «История за историей» на историческую тему, а также работал диктором нескольких программ Old Time Radio, включая «Шоу Джо Стаффорда» . В 1948-49 и в 1957-58 годах он записал 260 эпизодов сериала из 5-минутных историй о знаменитых людях «Марвин Миллер, рассказчик» (1950). В 1952 году у Миллера была программа на радио CBS «Приключения в кресле», где он «вёл повествование и говорил за всех персонажей» этой 15-минутной драматической антологии.
В 1965 и 1966 годах он завоевал премию Грэмми за запись историй доктора Сьюза.

## Карьера в кинематографе в 1945-86 годах
Миллер дебютировал в кино в 1945 году. В фильме нуар «Джонни Эйнджел» (1945) он сыграл одну их ключевых ролей владельца пароходства Гасти Густафссона, который под влиянием своей алчной жены совершает убийство экипажа и ограбление собственного корабля, перевозящего из Европы слитки золота. Хотя фильм не обратил на себя особого внимания после выхода на экраны, современные критики чрезвычайно высоко оценили игру Миллера в этом фильме. По мнению Майкла Кини, Миллер переиграл звёзд этого фильма Джорджа Рафта и Сигне Хассо, создав образ «бесхребетного рогоносца» . По словам Алана Силвера, Миллер создал впечатляющий образ «мужчины-ребёнка, которого испортили его сладострастная, алчная жена и властная нянька, которая, как и следовало ожидать, убивает созданное ей чудовище» . Дэвид Хоган в свою очередь замечает, что на протяжении всего фильма Миллер играл Гасти как «безнадёжного слабака, и потому неожиданное преображение его персонажа в финале потрясает и очень хорошо сыграно Миллером, который выглядит абсолютно несчастным и абсолютно безумным из-за предательства жены». Как далее пишет Хоган, Миллер «жалок, побит и отвратителен в своей собственной слабости. Весь ужас заключается в том, что он любит женщину, которая желает его смерти». В том же году в шпионском романтическом триллере с Джеймсом Кэгни «Кровь на солнце» (1945), рассказывающем о раскрытии планов японского правительства по захвату США, Миллер сыграл японского офицера, который ведёт поиск похищенного американцами плана.
По мнению Хэла Эриксона, Миллер, «наверное, наиболее памятен любителям детективов по роли садиста-подручного криминального босса в исполнении Морриса Карновски» в фильме нуар «Рассчитаемся после смерти» (1947) с Хамфри Богартом в главной роли. В рецензии «Нью-Йорк Таймс» наряду с игрой других актёров была отмечена и работа Миллера, источающего «яд и дворовую жестокость».
В 1946 году в фильме нуар «Крайний срок — на рассвете» Миллер сыграл небольшую, но значимую роль слепого музыканта Слипи Парсонса, который оказывается одним из подозреваемых в убийстве своей бывшей жены. В 1947 году он исполнил роль преступного владельца ночного клуба, который пытается шантажировать убийцу и остановить расследование Филипа Марлоу в фильме нуар по роману Рэймонда Чандлера «Кровавые деньги» (1947). В фильме нуар «Интрига» (1947), действие которого происходит в послевоенном Китае, Миллер сыграл бандита и непосредственного шефа главного героя, летчика (Джордж Рафт), который перевозит контрабандные грузы через границу.
В начале 1950-х годов Миллер сыграл ещё в нескольких фильмах нуар, среди них «Остров контрабандиста» (1951), «Толстяк» (1951), «Пекинский экспресс» (1951), «Запрещено» (1953) и «Шанхайская история» (1954).
Наиболее заметными картинами Миллера в других жанрах стали историческая приключенческая мелодрама с Тони Кёртисом «Принц, который был вором» (1951), действие которой происходит в Танжере 13 века, фантастический фильм «Красная планета Марс» (1952), где Миллер сыграл советского чиновника Арженяна, который инспектирует работу секретной лаборатории, призванной установить контакт с Марсом. Назвав фильм «чушью», журнал Variety тем не менее отметил, что «актёры играют убедительно». Последней значимой работой Миллера в кино стала роль императора Священной Римской империи Сигизмунда в исторической биографической драме «Ян Гус» (1977).
Благодаря красивому голосу Миллера часто приглашали в кино для озвучивания персонажей и в качестве закадрового рассказчика. В частности, он озвучивал робота Робби в фантастических фильмах «Запретная планета» (1956) и «Невидимый мальчик» (1957), а также в хоррор-комедии «Гремлины» (1984). Он был закадровым рассказиком фантастических фильмов «Годзилла снова нападает» (1955), «Смертельный богомол» (1957), «Призрачная планета» (1961) и вестерна «Майор Данди» (1965), а также озвучивал японского актёра в фильме «Годзилла против Монстра Зеро» (1965). Голос Миллера также можно услышать во множестве мультфильмов, среди них «Панда и волшебная змея» (1958), «Спящая красавица» (1959), «Муравей и муравьед» (1970) и «Дикая планета» (1973).

## Карьера на телевидении в 1949-81 годах
В 1949 году Миллер дебютировал на телевидении, сыграв роль китайско-американского владельца магазина и детектива-любителя в 48 эпизодах сериала «Загадки Чайнатауна». В 1952-54 годах Миллер играл роль суперзлодея мистера Протеуса в 14 эпизодах фантастического сериала «Космический патруль» (1952-54).

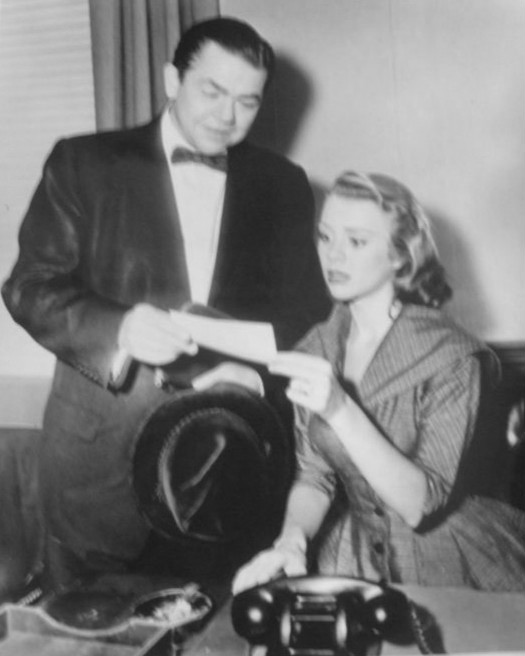
Марвин Миллер и Ингер Стивенс в телесериале «Миллионер» (1956)

Однако более всего Миллера знают как Майкла Энтони, «вечно преданного» исполнительного секретаря загадочного миллиардера Джона Бересфорда Типтона в сериале «Миллионер». Каждый из 206 эпизодов этого телесериала, который шёл на CBS с января 1955 года начинался с того, что персонаж Миллера «передавал чек на миллион долларов ошарашенным получателям». Как пишет Эриксон, «сериал принёс Миллеру как головную боль, так и звёздный статус, настолько, что его бомбардировали тысячами писем телезрители, которые не могли отделить правду от вымысла». Как пишет Эриксон, в итоге благодаря этому сериалу «подобно своему коллеге Полу Фрису (который был голосом Джона Бересфорда Типтона), Миллер в конце концов стал очень богатым и очень полным». Когда в 1982 году Миллера спросили, что ему дала эта роль, он ответил: «Она меня убила. Я больше не сыграл ни одной важной роли ни в кино, ни на телевидении. Когда я приходил со своим агентом к директору по кастингу, то он говорил: „Ну ведь, публика будет ожидать, что ты выдашь миллион долларов“».
Миллер также сыграл в сериалах «Шоу Джорджа Бернса и Грейси Аллен» (1953, 1 эпизод), «Большой город» (1954, 1 эпизод), «Программа Джека Бенни» (1958, 1 эпизод), «Освободите место для папочки» (1959, 1 эпизод), «Бэт Мастерсон» (1961, 1 эпизод), «Перри Мейсон» (1963, 1 эпизод), «Бэтмен» (1966, 1 эпизод), «Фантастическая четвёрка» (1967, 2 эпизода), «Адам-12» (1971, 1 эпизод), «Миссия невыполнима» (1972, 1 эпизод) и «Любовь по-американски» (1973, 1 эпизод).
Миллер также озвучивал мультсериалы «Джеральд Макбоинг Боинг» (1956), «Приключения Рокки и Бульвинкля» (1959-64), «Знаменитые приключения мистера Магу» (1964-65, 10 эпизодов), «Фантастическое путешествие» (1968-69, 17 эпизодов), «Шоу Розовой пантеры» (1969-76). Кроме того, он озвучивал высокомерного инопланетянина Зарна в трёх эпизодах детского фантастического сериала «Земля исчезнувших» (1975, 3 эпизода), а также был закадровым рассказчиком сериалов «ФБР» (1966-74, 185 эпизодов), «Электроженщина и динамо-девушка» (1976, 15 эпизодов) и «Полицейский отряд!»(1982, 6 эпизодов).

## Актёрское амплуа и анализ творчества
Как отмечает Эриксон, Миллер «был одарён благозвучным баритоном, благодаря чему легко нашёл себе работу на радио», сыграв в 1930-50-е годы в десятках шоу. В кино, по словам Эриксона, «грузный Миллер обычно играл злодеев, а также азиатов». Свои лучшие роли Миллер сыграл в фильмах нуар, таких как «Джонни Эйнджел» (1945), «Рассчитаемся после смерти» (1947) и «Кровавые деньги» (1947). Как отмечает «Нью-Йорк Таймс», «хотя Миллер был ведущим или рассказчиком многочисленных радио- и телешоу, а также сыграл в нескольких десятках фильмов, более всего его знают по роли Майкла Энтони, исполнительного секретаря таинственного миллиардера Джона Бересфорда Типтона в телесериале „Миллионер“ (1955-60)».

## Последние годы жизни
На протяжении 1970-х годов Миллер продолжал работать как на экране, так и за кадром, записывая многие альбомы классической поэзии и литературы, а также озвучивал мультфильмы студий Disney и UPA.
Среди всей своей работы, по словам жены, Миллер более всего гордился тем, что начитал полный текст Библии короля Якова для Audio Books: «Он был очень скрупулёзен в исследовании произношения имён и мест. Для выполнения этой работы ему потребовалось от пяти до шести лет».
Голос Миллера также можно услышать в аудиогидах многих музеев. Он продолжал работать почти до самой смерти. Даже после официального выхода на пенсию Миллер, по словам жены, продолжал записывать закадровый текст для промышленных фильмов.

## Личная жизнь
В 1939 году Миллер женился на художнице из Сент-Луиса Элизабет Доусон, с которой прожил до 1965 года. У пары было двое детей — дочь Мелисса, которая стала адвокатом, и сын Энтони, который работает в руководстве компании игрушек.

## Смерть
В течение двух последних лет жизни здоровье Миллера заметно ухудшалось, и после инфаркта он был помещён в больницу Санта-Моники. По словам жены, 71-летний Миллер страдал от осложнений, связанных с диабетом, и после инфаркта впал в кому. Марвин Миллер умер 8 февраля 1985 года в Лос-Анджелесе от инфаркта.

## Фильмография

### Кинематограф
- 1945 — Кровь на солнце / Blood on the Sun — Ямада
- 1945 — Джонни Эйнджел / Johnny Angel — Джордж «Гасти» Густафсон
- 1946 — Перед самым рассветом / Just Before Dawn — Каспер
- 1946 — Крайний срок — на рассвете / Deadline at Dawn — Слипи Парсонс
- 1946 — Призрачный вор / The Phantom Thief — доктор Неджино
- 1946 — Ночь в раю / Night in Paradise — Скрайб
- 1947 — Рассчитаемся после смерти / Dead Reckoning — Краузе
- 1947 — Кровавые деньги / The Brasher Doubloon — Винс Блэйр
- 1947 — Труп пришёл наложенным платежом / The Corpse Came C.O.D. — Руди Фрассо
- 1947 — Интрига / Intrigue — Рамон Перес
- 1951 — Остров контрабандиста / Smuggler’s Island — Бок-Инг
- 1951 — Принц, который был вором / The Prince Who Was a Thief — Хакар
- 1951 — Пекинский экспресс / Peking Express — Квон
- 1951 — Золотая орда / The Golden Horde — Чингисхан
- 1952 — Гонконг / Hong Kong — Тао Лянг
- 1952 — Красная планета Марс / Red Planet Mars — Ардженян
- 1953 — Посторонним вход воспрещается / Off Limits — Вик Брек
- 1953 — Запрещено / Forbidden — Клифф Чалмер
- 1954 — Дживаро / Jivaro — вождь дживаро Кованти
- 1954 — Шанхайская история / The Shanghai Story — полковник Зорек
- 1957 — История человечества / The Story of Mankind — Армана
- 1962 — Когда девушки берут дело в свои руки / When the Girls Take Over — Анри Дежире
- 1965 — В субботу вечером в яблочной долине / Saturday Night in Apple Valley
- 1970 — Кровь железной девы / Blood of the Iron Maiden — Клод
- 1972 — Где болит? / Where Does It Hurt? — менеджер по питанию
- 1973 — Голая обезьяна / The Naked Ape — толстяк
- 1974 — Как соблазнить женщину / How to Seduce a Woman — диктор на ипподроме
- 1975 — Интересно, кто убивает её сейчас / I Wonder Who’s Killing Her Now? — босс Джордана
- 1977 — Американская малина / American Raspberry — Генри Вайдман
- 1977 — Джон Гус/ John Hus — император Сигизмунд
- 1981 — Поцелуй папочку на прощание / Kiss Daddy Goodbye — Билл Моррис
- 1984 — Пересменка / Swing Shift — Ролло
- 1986 — Чертовки / Hell Squad — шейх

### Телевидение
- 1949-50 — Тайны Чайнатауна / Mysteries of Chinatown (48 эпизодов)
- 1951 — Звёзды над Голливудом / Stars Over Hollywood (1 эпизод)
- 1952 — Театр «Шеврон» / Chevron Theater (1 эпизод)
- 1952 — Театр Четырёх звёзд / Four Star Playhouse (1 эпизод)
- 1952-54 — Космический патруль / Space Patrol (14 эпизодов)
- 1953 — Шоу Джорджа Бернса и Грейси Аллен / The George Burns and Gracie Allen Show (1 эпизод)
- 1954 — Одинокий волк / The Lone Wolf (1 эпизод)
- 1954 — Большой город / Big Town (1 эпизод)
- 1955 — Кавалькада Америки / Cavalcade of America (1 эпизод)
- 1955-60 — Миллионер / The Millionaire (206 эпизодов)
- 1956-61 — Приключения Оззи и Харриет / The Adventures of Ozzi and Harriet (2 эпизода)
- 1958 — Государственный воин / State Trooper (1 эпизод)
- 1958 — Программа Джека Бенни / The Jack Benny Program (1 эпизод)
- 1959 — Освободите место для папочки / Make Room for Daddy (1 эпизод)
- 1961 — Бэт Мастерсон / Bat Masterson (1 эпизод)
- 1962 — Калвин и полковник / Calvin and the Colonel (1 эпизод)
- 1963 — Перри Мейсон / Perry Mason (1 эпизод)
- 1964 — Джонни Квест / Jonny Quest (1 эпизод)
- 1966 — Бэтмен / Batman (1 эпизод)
- 1967 — Интуиция / Insight (1 эпизод)
- 1967 — Семья Фишеров / The Fisher Family (1 эпизод)
- 1967 — Фантастическая четвёрка / Fantastic 4 (2 эпизода)
- 1968-69 — Фантастическое путешествие / Fantastic Voyage (17 эпизодов)
- 1971 — Адам-12 / Adam-12 (1 эпизод)
- 1972 — Миссия невыполнима / Mission: Impossible (1 эпизод)
- 1973 — Любовь по-американски / Love, American Style (1 эпизод)
- 1975 — Земля исчезнувших / Land of the Lost (3 эпизода)
- 1975 — Колчак: Ночной охотник / Kolchak: The Night Stalker (1 эпизод)
- 1978 — Чудо-женщина / Wonder Woman (1 эпизод)
- 1976 — Добрые старые времена радио / The Good Old Days of Radio (телефильм)
- 1981 — Эвита Перон / Evita Peron — радиоактёр (1 эпизод)